# Zanthoxylum heterophyllum
Zanthoxylum heterophyllum là một loài thực vật thuộc họ Rutaceae. Loài này có ở Mauritius và Réunion. Chúng hiện đang bị đe dọa vì mất môi trường sống.